# HS Precision Pro 2000 HTR
HS Precision Pro 2000 HTR (Heavy Tactical Rifle) — снайперская винтовка.
Была разработана фирмой «H-S Precision, Inc» на базе винтовки М24. Металлические части винтовки 2000 HTR покрыты чёрным тефлоном. Приклад и ложа выполнены из пластика. HS Precision Pro 2000 HTR имеет ствол из нержавеющей стали. Затвор продольно-скользящий, поворотный. Магазин — на 4 патрона, отъёмный.
Принята в начале XXI века на вооружение снайперов пехотных подразделений АОИ (армии обороны Израиля).